# Niigata
Niigata (新潟市 Niigata-shi) er en by i Japan og hovedstaden i Niigata-præfekturet. Det er også den største by i præfekturet. Niigata har 790.646 (2021) indbyggere og er den største by ved Det Japanske Hav.

## Historie

### Forhistorisk tid
Folk har boet i Niigata siden Jōmon-perioden (fra 10.000 f.Kr. til 300 f.Kr.). 

### Ældre historisk tid
Ifølge Nihonshoki (japanske krøniker) blev et fort bygget i år 647. Området blev dog først vigtigt efter at en havn blev bygget på stedet i det 16. århundrede. Niigata trivedes som en havneby og var en af de fem havne, der blev åbnet for international handel i henhold til venskabs- og handelstraktaten mellem Japan og USA i 1858.

### 20. århundrede
I 1886 blev Bandai-broen over Shinano-gawa bygget (første gang). Denne forbandt Niigata på østbredden og Nuttari på vestbredden. Området omkring Bandai-broen blev byens centrum. Nuttari blev indlemmet i Niigata i 1914.
Under 2. verdenskrig var byens havn vigtig for skibstrafikken til fastlandet, herunder med kolonister til Manchukuo. Niigata var en af de fem byer ved siden af Kyoto, Hiroshima, Kokura og Nagasaki, der blev overvejet som muligt mål for angrebet med en atombombe i slutningen af 2. verdenskrig for at tvinge Japan til kapitulation.
Den 16. juni 1964 klokken 13:23 blev Niigata ramt af et jordskælv med en styrke på 7,5 på Richterskalaen. Ved jordskælvet blev 29 mennesker dræbt, 1.960 bygninger blev fuldstændig ødelagt, 6.640 bygninger blev delvist ødelagt og over 15.000 bygninger blev beskadiget eller oversvømmet.
I 1965 blev floden Agano-gawa, som løber gennem Niigata, forurenet med metylkviksølv via spildevandet fra Showa Denkos kemiske anlæg. Mere end 690 mennesker viste symptomer på minamatasyge, en neurologisk lidelse som følge af kviksølvforgiftning.

### 21. århundrede
Niigata voksede mellem 2001 og 2005 på grund af en række kommunale omfordelinger. Den 1. april 2007 blev det den første by ved Det Japanske Hav med status som dekret-udpeget by (Seirei shitei toshi, engelsk: government-appointed major cities).
Den 16. juli 2007 kl. 10:13 lokal tid blev Niigata ramt af et jordskælv med en størrelsesorden på 6,8 på Richter-skalaen, hvis epicenter lå ud for byens kyst. Jordskælv ramte primært byen Kashiwazaki og kernekraftværket Kashiwazaki-Kariwa, hvor der indtraf en brand og hvor lækage af radioaktivt materiale blev rapporteret.

## Geografi
Niigata ligger i en frugtbar kystnære på Det Japanske Hav, modsat øen Sado. To floder løber gennem byen, Shinano-gawa og Agano-gawa. Byen kaldes "vandby" (水の都 Mizu-no-miyako) på grund af denne placering.
Et andet tilnavn for Niigata er pileby (柳の都 Yanagi-no-miyako eller 柳都 Ryuto). Denne tilnavn skylder byen pile langs byens kanaler.

## Bydele (ku)
Byen er inddelt i 8 administrative bydele, såkaldte "ku":
| Navn        | Japansk | Indbyggere 1 oktober 2015 | Area (km²) |
| ----------- | ------- | ------------------------- | ---------- |
| Akiha-ku    | 秋葉区  | 76 880                    | 95,38      |
| Chūō-ku     | 中央区  | 183 836                   | 37,75      |
| Higashi-ku  | 東区    | 137 637                   | 38,62      |
| Kita-ku     | 北区    | 79 367                    | 107,72     |
| Kōnan-ku    | 江南区  | 68 926                    | 75,42      |
| Minami-ku   | 南区    | 45 707                    | 100,91     |
| Nishi-ku    | 西区    | 162 911                   | 94,09      |
| Nishikan-ku | 西蒲区  | 58 250                    | 176,55     |

## Transport
Shinkansen går gennem byen.

## Klima
Om vinteren har byen ofte en høj luftfugtighed på grund af den nordøstlige vind over Det Japanske Hav. Andre dele af Niigata-præfekturet har meget sne. Dette er i mindre grad tilfældet for byen Niigata på grund af dens lavere beliggenhed. Om sommeren bringer sydvind ofte høje temperaturer. Tyfoner forårsager generelt en fønvind, så denne del af Japan har højere temperaturer end resten af landet.
| Vejr for Niigata (1981-2010)                          | Vejr for Niigata (1981-2010) | Vejr for Niigata (1981-2010) | Vejr for Niigata (1981-2010) | Vejr for Niigata (1981-2010) | Vejr for Niigata (1981-2010) | Vejr for Niigata (1981-2010) | Vejr for Niigata (1981-2010) | Vejr for Niigata (1981-2010) | Vejr for Niigata (1981-2010) | Vejr for Niigata (1981-2010) | Vejr for Niigata (1981-2010) | Vejr for Niigata (1981-2010) | Vejr for Niigata (1981-2010) |
|                                                       | Jan                          | Feb                          | Mar                          | Apr                          | Maj                          | Jun                          | Jul                          | Aug                          | Sep                          | Okt                          | Nov                          | Dec                          | År                           |
| ----------------------------------------------------- | ---------------------------- | ---------------------------- | ---------------------------- | ---------------------------- | ---------------------------- | ---------------------------- | ---------------------------- | ---------------------------- | ---------------------------- | ---------------------------- | ---------------------------- | ---------------------------- | ---------------------------- |
| Gennemsnitlig maks °C                                 | 15,3                         | 21,3                         | 25,1                         | 30,7                         | 32,9                         | 35                           | 38,5                         | 39,9                         | 37,1                         | 33,3                         | 27,2                         | 23,6                         | 39,1                         |
| Gennemsnitlig °C                                      | 2,8                          | 2,9                          | 5,8                          | 11,5                         | 16,5                         | 20,7                         | 24,5                         | 26,6                         | 22,5                         | 16,4                         | 10,5                         | 5,6                          | 13,9                         |
| Gennemsnitlig min °C                                  | −11,7                        | −13                          | −6,4                         | −2,5                         | 2                            | 6,7                          | 11,4                         | 14,5                         | 7,9                          | 3                            | −1,8                         | −9,5                         | −13                          |
| Gennemsnitlig nedbør mm                               | 186                          | 122,4                        | 112,6                        | 91,7                         | 104,1                        | 127,9                        | 192,1                        | 140,6                        | 155,1                        | 160,3                        | 210,8                        | 217,4                        | 1.821                        |
| Kilde (december 2011): Japansk meteorologisk institut |                              |                              |                              |                              |                              |                              |                              |                              |                              |                              |                              |                              |                              |

## Interessante steder
- Nordlige Kulturmuseum - et traditionelt japansk landsted med 65 værelser, i dag et museum
- Toki Messe Observationspunkt - øverste etage i Toki Messe med 360° udsigt over Niigata
- Niigata Historiske Museum "Minatopia" - historie og kultur
- Gamle toldhus - national arv fra 1869
- Niigata Akvarium "Marinepia Nihonkai" - 450 arter af marinedyr
- Hakusanpark og Hakusan-skrin - første bypark (1873) med tempel
- Den tidligere præfekturale administration bygning af Niigata - træbygning i blandet japansk og vestlig stil; kulturarv
- Enkikan - rekonstrueret herregård fra perioden 1868-1912 med kulturelle demonstrationer (japansk teceremoni, Ikebana, haiku).
- Fukushima lagune - stort naturreservat med mange, mest beskyttede fugle
- Shirone glente og Historiske Museum - 800 drager
- Denka Biggu Suwan Sutajiamu - stadion mødested for 2002 VM i fodbold-kampe
- Sakyu-kan - traditionelt japansk landsted fra 1933
- Minato Inari-skrin - et helligdage fra Edo-perioden
- Gammelt Sasakawa landsted - landsted fra 1826
- Niigata Museum for Moderne Kunst - Bonnard, Picasso, Redon, Yayoi Kusama og Tetsuzo Sato
- Bandaijima Museum for Moderne Kunst - postkrigskunst
- Nakano landsted - landsted af en japansk oliebaron, i dag et museum, bedst kendt for smukke natur i efteråret

## Galleri
- Efter jordskælvet i 1964
- Gade med piletræer